# Chiquinho (futebolista nascido em 2000)
Francisco Jorge Tavares Oliveira (Cascais, 5 de fevereiro de 2000), conhecido como Chiquinho, é um futebolista profissional português que atua como extremo. Atualmente joga no Alverca, clube da Primeira Liga.

## Carreira

### Estoril
Natural de Cascais, distrito de Lisboa, Chiquinho passou quase uma década na formação do Sporting. Em 2019, assinou pelo vizinho Estoril Praia. A 18 de janeiro de 2020, fez a sua estreia na Segunda Liga, entrando como substituto aos 60 minutos numa vitória caseira por 1–0 sobre a Académica de Coimbra. A 9 de fevereiro, marcou o seu primeiro golo como profissional, numa vitória por 4–1 sobre o Casa Pia, também no Estádio António Coimbra da Mota.
Na temporada 2020–21, Chiquinho fez 13 jogos pelo Estoril, ajudando o clube a vencer a Segunda Liga, garantindo a subida à Primeira Liga. A 7 de agosto de 2021, estreou-se nesta competição, começando a titular numa derrota por 2–0 em casa do Arouca. 20 dias depois, estreou-se a marcar na Primeira Liga, fechando uma vitória em casa por 2–1 sobre o Marítimo.

### Wolverhampton Wanderers
A 17 de janeiro de 2022, Chiquinho assinou um contrato de 3 anos e meio pelo Wolverhampton Wanderers, por uma taxa de 2,9 milhões de libras, que poderia atingir os 4,2 milhões com objetivos. Estreou-se pelos Wolves a 5 de fevereiro (coincidentemente no seu 22º aniversário), substituindo Leander Dendoncker nos minutos finais de uma derrota em casa por 1–0 frente ao Norwich City, nos oitavos de final da FA Cup. Cinco dias depois, estreou-se na Premier League, saindo do banco contra o Arsenal, novamente numa derrota por 1–0 no Molineux Stadium. A 10 de março, fez a sua primeira contribuição para golo pelo Wolverhampton, assistindo Rúben Neves para o 4º golo numa vitória caseira por 4–0 sobre o Watford.
Em julho de 2022, Chiquinho sofreu uma lesão grave no joelho num amigável de pré-época contra o Burnley.

## Carreira Internacional
A 12 de novembro de 2021, Chiquinho estreou-se por Portugal Sub-21, substituindo Fábio Silva na 2ª parte de uma vitória fora por 1–0 sobre o Chipre, em jogo de qualificação para o Campeonato Europeu Sub-21 de 2023.

## Estatísticas de Carreira
- Atualizado até 15 de maio de 2022[16]

| Clube             | Temporada         | Campeonato        | Campeonato | Campeonato | Taça  | Taça  | Taça da Liga | Taça da Liga | Total | Total |
| Clube             | Temporada         | Divisão           | Jogos      | Golos      | Jogos | Golos | Jogos        | Golos        | Jogos | Golos |
| ----------------- | ----------------- | ----------------- | ---------- | ---------- | ----- | ----- | ------------ | ------------ | ----- | ----- |
| Estoril Praia     | 2019–20           | Segunda Liga      | 8          | 1          | 0     | 0     | 0            | 0            | 8     | 1     |
| Estoril Praia     | 2020–21           | Segunda Liga      | 13         | 0          | 1     | 1     | 1            | 0            | 15    | 1     |
| Estoril Praia     | 2021–22           | Primeira Liga     | 15         | 3          | 3     | 1     | 2            | 0            | 20    | 4     |
| Estoril Praia     | Total             | Total             | 36         | 4          | 4     | 2     | 3            | 0            | 43    | 6     |
| Wolverhampton     | 2021–22           | Premier League    | 8          | 0          | 1     | 0     | —            | —            | 9     | 0     |
| Wolverhampton     | 2022–23           | Premier League    | 0          | 0          | 0     | 0     | —            | —            | 0     | 0     |
| Wolverhampton     | Total             | Total             | 8          | 0          | 1     | 0     | 0            | 0            | 9     | 0     |
| Total de Carreira | Total de Carreira | Total de Carreira | 44         | 4          | 5     | 2     | 3            | 0            | 52    | 6     |

## Títulos
Estoril Praia
- Segunda Liga: 2020–21[6]